# Susulatna River
Der Susulatna River ist ein etwa 181 Kilometer langer linker Nebenfluss des Nowitna River im US-Bundesstaat Alaska. Der Flussname stammt von den Indianern und wurde 1915 von J. B. Mertie und G. L. Harrington vom U.S. Geological Survey (USGS) gemeldet.

## Verlauf
Der Susulatna River entspringt 53 km nördlich von McGrath in den Kilbuck-Kuskokwim Mountains. Sein Quellgebiet befindet sich 8 km nördlich des Page Mountain auf einer Höhe von etwa 450 m. Er fließt anfangs 10 km nach Westen. Er vereinigt sich dann mit dem von Süden heranströmenden Agate Fork Susulatna River und wendet sich in der Folge nach Nordosten. Der Susulatna River weist ein stark mäandrierendes Verhalten mit unzähligen engen Flussschlingen auf. Der Flusslauf wird von teils verlandeten Altarmen gesäumt. Der Susulatna River trifft schließlich auf einer Höhe von 156 m auf den Oberlauf des Nowitna River.

## Einzugsgebiet
Der Susulatna River entwässert ein Areal von etwa 1360 km². Das Einzugsgebiet des Susulatna River grenzt im Osten an das des oberstrom gelegenen Nowitna River, im Südosten an das des Takotna River, im Westen an das des Innoko River sowie im Norden an das des Sulatna River.